# Meunet-sur-Vatan
Meunet-sur-Vatan è un comune francese di 205 abitanti situato nel dipartimento dell'Indre nella regione del Centro-Valle della Loira.

## Società

### Evoluzione demografica
Abitanti censiti